# Slavenka Drakulić
Slavenka Drakulić (n. 4 iulie 1949, Rijeka, RSF Iugoslavia) este o jurnalistă, romancieră și eseistă croată, ale cărei lucrări despre feminism, comunism și postcomunism⁠(d) au fost traduse în numeroase limbi.

## Biografie
Drakulić s-a născut pe 4 iulie 1949 la Rijeka, Republica Socialistă Croația (pe atunci, parte a Iugoslaviei socialiste). A absolvit studiile de literatură comparată și sociologia la Universitatea din Zagreb în 1976. Din 1982 până în 1992, a fost redactoare pentru ziarul bilunar Start și pentru săptămânalul de știri Danas (ambele din Zagreb), scriind în principal pe teme feministe. Pe lângă romanele și colecțiile de eseuri, lucrările lui Drakulić au apărut în The New Republic, The New York Times Magazine, The New York Review of Books, Süddeutsche Zeitung, Internazionale, The Nation, La Stampa, Dagens Nyheter, Frankfurter Allgemeine Zeitung, Eurozine, Politiken și The Guardian. Ea a fost redactor colaborator la The Nation. Drakulić locuiește în Croația și în Suedia.
La începutul anilor 1990, în timpul războaielor iugoslave, Drakulić a părăsit temporar Croația din motive politice și s-a mutat în Suedia. În 1994 a primit premiul „Archivio Disarmo - Porumbei de Aur pentru Pace” din partea IRIAD.
Lucrările sale se referă la războaiele din Iugoslavia. As If I Am Not There/Ca și cum nu aș fi acolo este despre crimele împotriva femeilor în războiul din Bosnia, în timp ce They Would Never Hurt a Fly/ N-ar face niciodată rău unei musche este o carte în care ea a analizat și experiența sa în supravegherea procedurilor și a deținuților Tribunalului Penal Internațional pentru fosta Iugoslavie de la Haga. Ambele cărți abordează aceleași probleme care au cauzat emigrarea ei din țara natală în timpul războiului. În cercurile academice, este mai cunoscută pentru cele două colecții de eseuri ale sale: How We Survived Communism and Even Laughed/ Cum am supraviețuit comunismului și chiar am râs și Cafe Europa. Ambele sunt relatări non-ficționale despre viața ei în timpul și după perioada comunistă.
Romanul ei din 2008, Frida's Bed/ Patul Fridei, este bazat pe o biografie a pictoriței mexicane Frida Kahlo. Cartea ei de eseuri din 2011, A Guided Tour Through the Museum of Communism: Fables from a Mouse, a Parrot, a Bear, a Cat, a Mole, a Pig, a Dog, & a Raven /Un tur ghidat prin Muzeul Comunismului: Fabule de la un șoarece, un papagal, un urs, o pisică, o cârtiță, un porc, un câine și un corb, a fost publicată de Penguin în SUA și a fost bine primită de critici. Cartea este alcătuită din opt reflecții spuse din punctul de vedere al unui alt animal. Fiecare vietate reflectă amintirea comunismului în diferite țări din Europa de Est. În penultimul capitol, un câine român explică faptul că în capitalism toată lumea este inegală, „dar unii sunt mai inegali decât alții”, o inversare a unui citat celebru al lui George Orwell din Ferma animalelor.
În 2021, Drakulić a publicat o nouă colecție de eseuri, „Café Europa Revisited: How to Survive Post-Communism”, care a reflectat asupra diviziunilor continue dintre Europa de Est și cea de Vest chiar și la treizeci de ani după căderea Zidului Berlinului. Pornind de la colecțiile de eseuri pe care le-a publicat în anii 1990 ea încearcă să facă un bilanț al ultimelor trei decenii de schimbări. Drakulić scrie despre dezamăgirile amare resimțite de mulți est-europeni care se așteptau ca revoluțiile din 1989 să inaugureze o nouă eră a democrației și prosperității. În schimb, eseurile din această colecție dezvăluie că est-europenii se simt încă cetățeni de mâna a doua. În capitolul său care discută despre ceea ce numește „apartheid alimentar european”, Drakulić descrie cum anchetatorii au descoperit că corporațiile occidentale vindeau produse de calitate inferioară în Est sub aceleași mărci și ambalaje pe care le folosesc în Occident: bețișoare de pește cu mai puțin pește în ele și biscuiți făcuți cu ulei de palmier mai ieftin în loc de unt. Drakulić reflectează, de asemenea, asupra persistenței nostalgiei postcomuniste în regiune, în timp ce oamenii încearcă să se confrunte atât cu moștenirile pozitive, cât și cu cele negative ale trecutului lor colectiv. 
Drakulić locuiește în Stockholm și Zagreb. În 2020, a contractat o formă severă de COVID-19 și a fost spitalizată timp de doisprezece zile într-o unitate de terapie intensivă, șase dintre acestea petrecându-le conectată la un ventilator.

### Ficțiune
- Holograms Of Fear Hutchinson, Londra (1992).
- Marble Skin Hutchinson, Londra (1993).
- The Taste of a Man Abacus, Londra(1997)
- S - a novel about Balkans (also known as: As If I Am Not There) (1999). A stat la baza filmului As If I Am Not There regizat de Juanita Wilson⁠(d) .
- Frida's Bed Penguin USA, New York (2008),[16]

### Non-ficțiune
- Smrtni grijesi feminizma (1984), numai în croată
- How We Survived Communism and Even Laughed, Hutchinson, Londra (1991). ISBN: 978-0060975401
- Cafe Europa: Life After Communism, Abacus, Londra (1996) ISBN: 978-0140277722
- Tijelo njenog tijela (2006), disponibilă în croată, germană și poloneză. Disponibilă ca e-book în limba engleză „Flesh of Her Flesh”.
- A Guided Tour through the Museum of Communism. Fables from a Mouse, a Parrot, a Bear, a Cat, a Mole, a Pig, a Dog, and a Raven, Penguin, New York, (2011) ISBN: 978-0143118633. Disponibilă în croată, persană, suedeză, bulgară și italiană.
- Cafe Europa Revisited, Penguin (2021) ISBN: 978-0143134176, disponibil și în croată, ucraineană și persană.